# Crossingdays
「crossingdays」（クロッシング・デイズ）は、新谷良子が2008年5月21日にリリースした10thマキシシングルである。発売元はLantis、販売元はキングレコード。

## 概要
アニメ「紅 kurenai」のエンディングテーマ。

## 収録曲
（全作詞・作曲・編曲：R・O・N）
1. crossingdays [4:06]
  - テレビアニメ『紅 kure-nai』エンディング主題歌
  - ラジオ『アキバチック天国・スーパー』2008年5月期エンディングテーマ
  - テレ玉『アニたま』エンディング主題歌（2008年6月分）
2. 手のひらの太陽 [4:10]
  - テレビアニメ『紅 kure-nai』8話限定エンディング主題歌
3. crossingdays（off vocal）
4. 手のひらの太陽（off vocal）